# Flemming Danty
Flemming Danty (* 16. April 1948 in Frederiksberg; † 23. Juni 1991 in Kopenhagen) war ein dänischer Schauspieler.

## Leben
Flemming Danty spielte an verschiedenen Theatern in Dänemark in zahlreichen Theaterstücken, Kabarett-Programmen und Varieté-Shows mit. Im Laufe seiner Karriere spielte er am Folketeatret, am Aarhus Teater, am  Odense Teater und beim Königlichen Theater Kopenhagen. In den späten 1970er-Jahren und 1984 wirkte er als Schauspieler vor der Kamera in wenigen Filme mit, darunter 1979 in Die Olsenbande ergibt sich nie.
Flemming Danty starb am 23. Juni 1991 im Alter von 43 Jahren in Kopenhagen. Seine Grabstätte befindet sich auf dem Bispebjerg-Kirkegard.